# Ingerana
Ingerana är ett släkte av groddjur. Ingerana ingår i familjen Dicroglossidae.
Arter enligt Catalogue of Life:
- Ingerana alpina
- Ingerana charlesdarwini
- Ingerana liui
- Ingerana mariae
- Ingerana medogensis
- Ingerana reticulata
- Ingerana sariba
- Ingerana tasanae
- Ingerana tenasserimensis
- Ingerana xizangensis